# Arnaud Amaury
Pour les articles homonymes, voir Amaury.
Arnaud Amaury ou Arnaud Amalric (mort en 1225), abbé de Poblet, de Grand Selve, puis de Cîteaux (1200-1212), archevêque de Narbonne (1212-1225). Il est chargé, en tant que légat pontifical, de réprimer l'hérésie cathare durant la croisade des albigeois. On lui  prête la phrase « Tuez-les tous, Dieu reconnaîtra les siens. », qu'il aurait prononcée avant
le sac de Béziers.

## Biographie

### Le moine cistercien

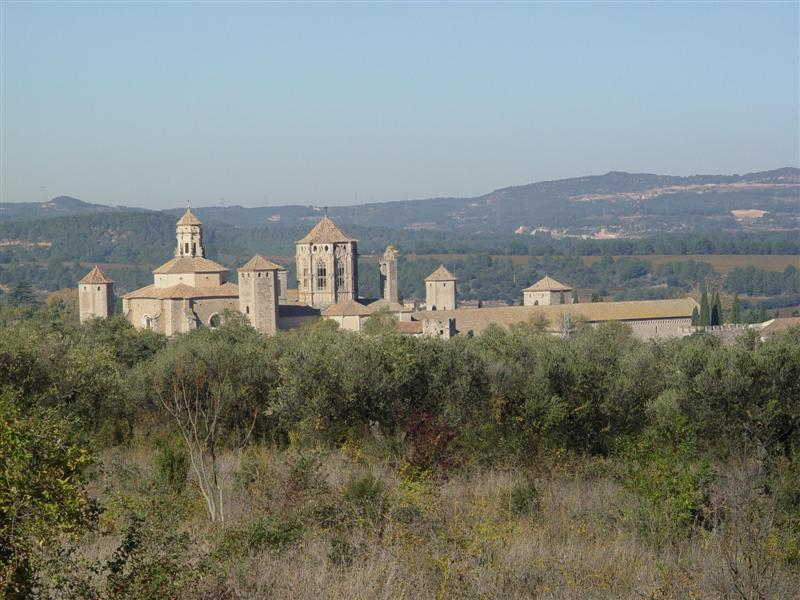
Abbaye de Poblet

Une hypothèse, maintenant abandonnée, a voulu en faire un descendant des ducs de Narbonne. La question de son origine géographique n'est pas résolue pour autant : Félix Torres Amat (es), s’appuyant sur les actes de Poblet, affirme qu’il était catalan. Effectivement, la plus ancienne mention le concernant date de 1192, et le signale comme prieur du monastère de Poblet, fondé au milieu du XIIe siècle par les cisterciens, semble confirmer cette opinion. Mais Crisóstomo Henríquez (es) affirme qu’il est entré jeune à Cîteaux, puis envoyé par la suite en Espagne à Poblet, pour y relancer l’observation de la règle.
Récemment, Hélène Débax a établi qu'Arnaud Amalric est issu de la même lignée que les deux neveux et héritiers de la vicomtesse Ermengarde de Narbonne. C'est un parent de Manrique Pérez de Lara, comte de Molina, et d'Ermessinde de Narbonne, sœur d'Ermengarde, peut-être leur fils cadet. Il a pu suivre une formation et avoir une première carrière dans l'Église de Castille, soit comme chanoine séculier, soit comme moine cistercien. Puis il serait venu à Narbonne avec Aimeric de Lara, présent aux côtés de sa tante Ermengarde entre 1167 et 1177. En effet, à cette époque là, apparaît un prieur de Fontfroide dans les années 1176-1185 désigné sous le simple nom d'Arnaud. Mais il a pu arriver plus tard à Narbonne, avec Pedro Manrique de Lara, qui évince sa tante Ermengarde de la vicomté de Narbonne en 1192.
Il devient ensuite abbé de Poblet, puis de Grandselve (en septembre 1198), et enfin de Citeaux (vers 1200), ce qui fait de lui le chef suprême de l’ordre cistercien.

« Il fut une abbaye de l’ordre de Cîteaux 

près de Leira, et appelée Poblet, 

et un bien brave homme en fut l’abbé. 

Puis Dieu en fit le chef de tout Cîteaux, 

Et ce saint homme, avec d’autres, partit 

En terre d’hérétiques, et bien les instruisit. »

(Guillaume de Tudèle, La chanson de la Croisade)

### Le légat pontifical en Albigeois
En 1204, le pape Innocent III l’envoie en Occitanie soutenir l’action du légat Pierre de Castelnau qui prêche contre les Cathares. Pierre de Castelnau tente de convaincre le comte Raymond VI de Toulouse d'apporter son aide, mais, devant les réticences de ce dernier, l'excommunie. Peu après, Pierre de Castelnau est assassiné près de Saint-Gilles. Le pape Innocent III décide alors d'organiser une expédition contre les cathares et les seigneurs qui les protègent et accorde à ses participants les mêmes avantages qu'aux croisés de Terre sainte. Cette expédition est de ce fait appelée croisade des albigeois.

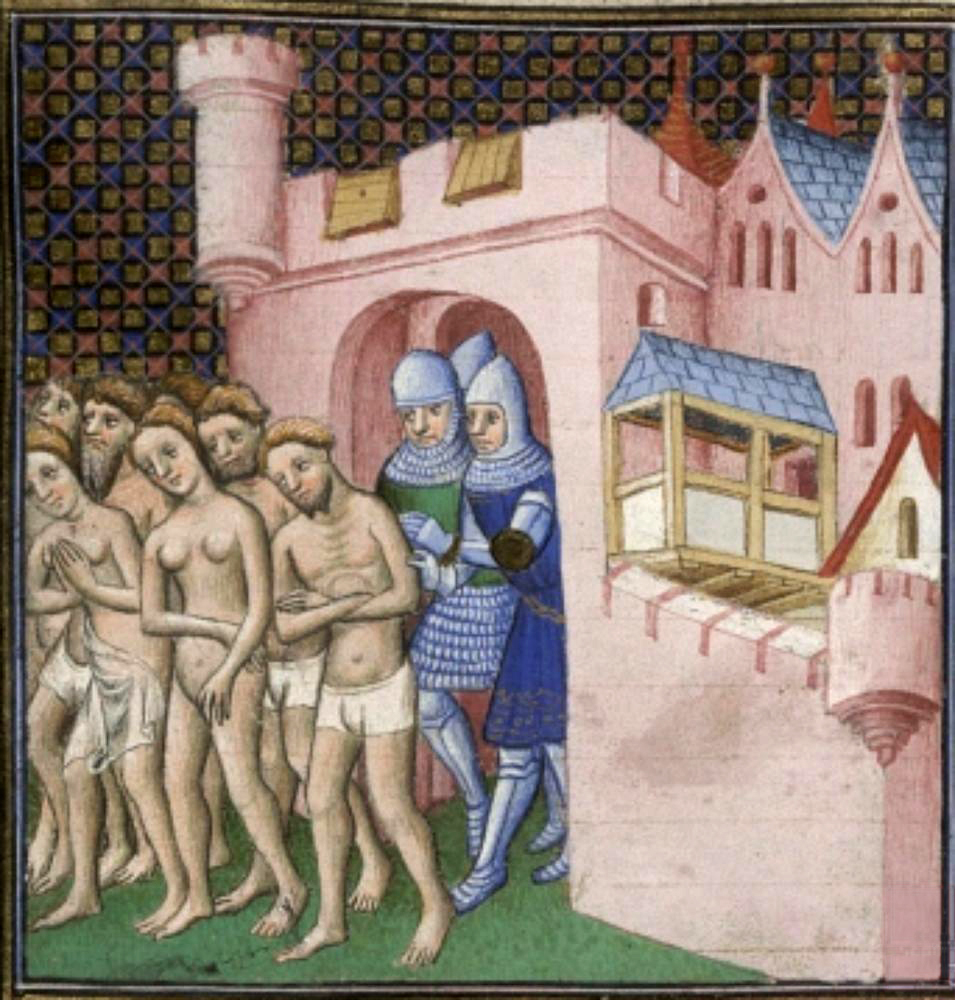
Expulsion des habitants de Carcassonne après la prise de la ville

L'armée se réunit à proximité de Lyon, mais comme le roi Philippe Auguste décline l'invitation, et que les deux seigneurs les plus puissants, le duc Eudes III de Bourgogne et Hervé IV de Donzy, comte de Nevers sont rivaux, le pape nomme Arnaud Amaury pour diriger l'expédition. Raymond VI de Toulouse, désirant éviter les ravages de la croisade sur ses terres, fait amende honorable et rejoint la croisade. Celle-ci prend alors pour cible un autre territoire où les cathares sont également nombreux, les vicomtés de Raimond-Roger Trencavel.
La croisade arrive à Montpellier, et reçoit Raimond-Roger qui tente de négocier avec la croisade, mais Arnaud Amaury exige une soumission totale du jeune vicomte, que ce dernier refuse. La ville de Béziers est assiégée et prise, et c'est au cours de ce siège que, selon certaines sources, il aurait dit «Tuez-les tous, Dieu reconnaîtra les siens». (Voir plus loin sur l'authenticité de ces paroles.)
Après Béziers, la croisade assiège Carcassonne. Manquant d'eau, la ville se rend et Raimond-Roger Trencavel est emprisonné. Depuis le début de la croisade, quarante jours se sont écoulés, et de nombreux croisés parlent de repartir chez eux. Arnaud Amaury doit trouver et convaincre un seigneur de rester et de prendre en charge les vicomtés de Trencavel pour continuer la lutte contre l'hérésie. Le duc de Bourgogne et le comte de Nevers se désistent, et le choix du légat se porte sur un baron d'Île-de-France, Simon IV de Montfort.

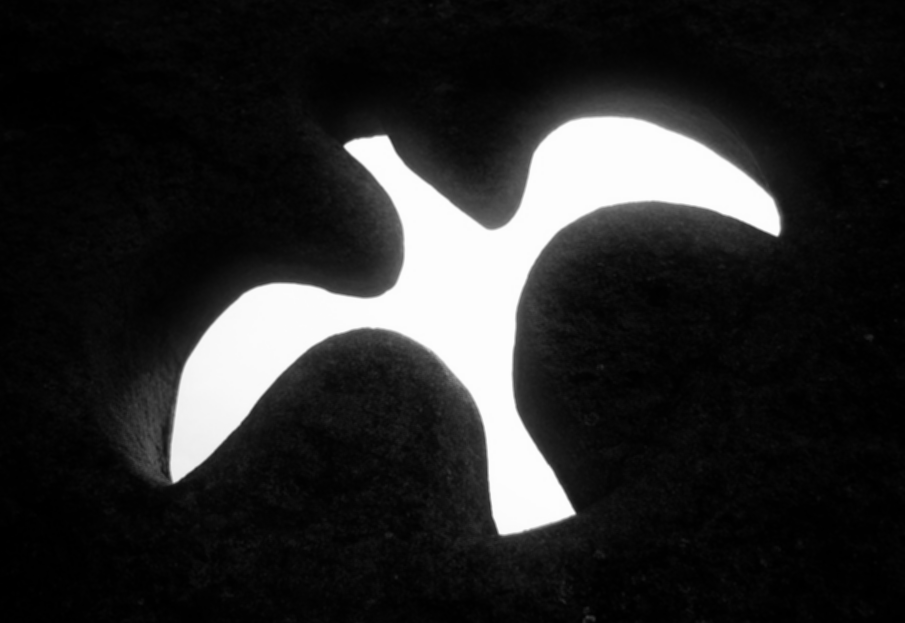
La colombe de Minerve, en hommage aux Parfaits brûlés

Simon de Montfort assiège la ville de Minerve en 1210. Amaury arrive sur les lieux quand Montfort et Guilhem IV de Minerve négocient la reddition de la ville ; il accepte que le seigneur du château, les habitants et les défenseurs de la ville puissent la quitter librement, ainsi que les hérétiques, à condition qu'ils abjurent leur foi. Robert Mauvoisin, l’un des lieutenants de Simon de Montfort, conteste cette clause ; il déclare que les croisés sont venus pour extirper l’hérésie et affirme que les cathares n’abjureront que par peur de la mort et non par foi, ce à quoi l’abbé répond : « ne craignez rien, car je crois que très peu se convertiront ». Effectivement, seules trois femmes acceptent sur les cent cinquante Parfaits, qui sont brûlés.

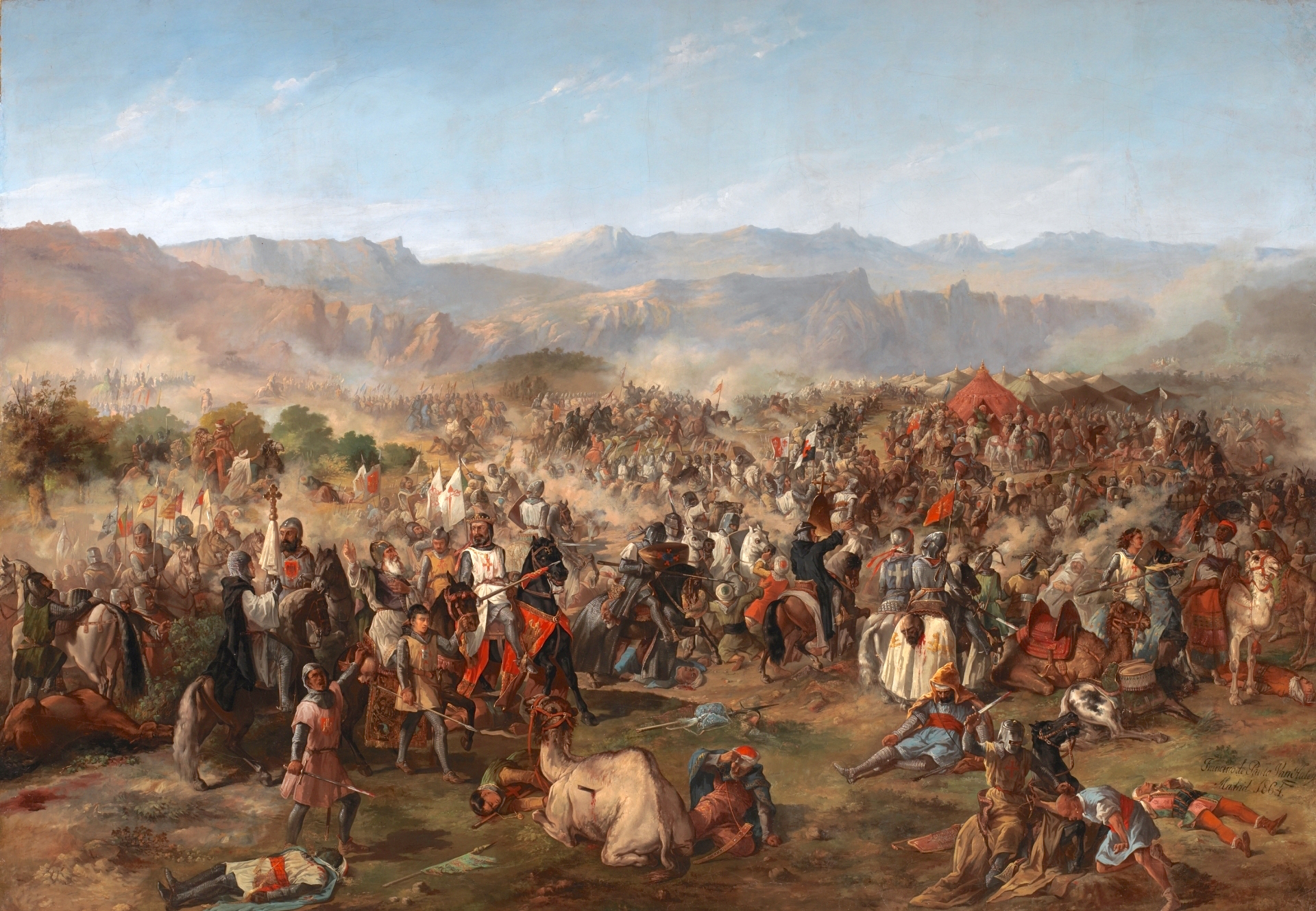
bataille de Las Navas de Tolosa

Après cela, Arnaud Amaury outrepasse les instructions du pape et entreprend d'organiser l'invasion du comté de Toulouse, ce qui lui permet d'asseoir son pouvoir dans la région. Au cours de plusieurs conciles régionaux, il impose à Raymond VI des conditions que ce dernier juge inacceptables. Raymond est de nouveau excommunié, et Montfort attaque Toulouse en 1211.
Le 12 mars 1212, Bérenger, archevêque de Narbonne, ayant été déposé ou étant mort, Arnaud Amaury se fait élire à sa place. En tant que vassal du roi d'Aragon, le nouvel archevêque conduit un détachement de soldats et rejoint la coalition des rois chrétiens espagnols, Alphonse VIII le Grand, roi de Castille, Pierre II, roi d'Aragon et Sanche VII le Fort, roi de Navarre contre les Almohades qui sont écrasés à la bataille de Las Navas de Tolosa, le lundi 16 juillet 1212. Arnaud Amaury en écrit une relation qu'il envoie au pape.

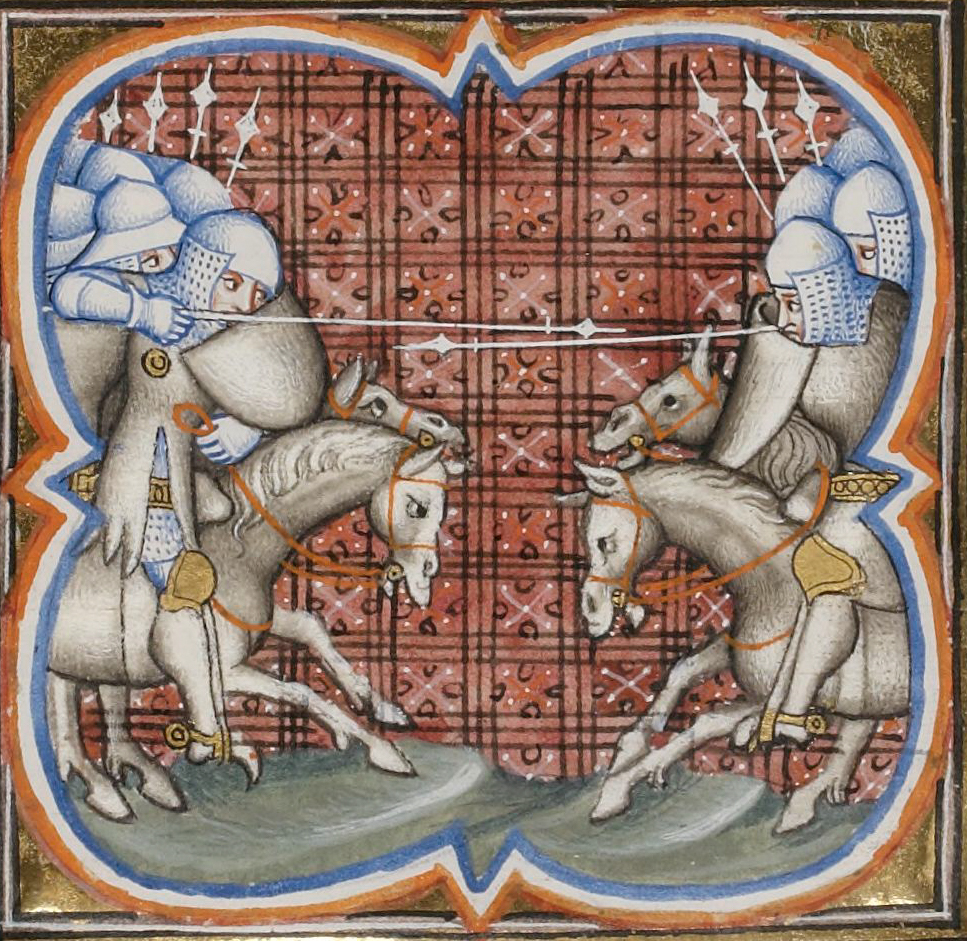
Bataille de Muret

Auréolé de sa nouvelle gloire, Pierre II d'Aragon prend sous sa protection les comtes de Toulouse, de Foix et de Comminges et franchit les Pyrénées. Arnaud Amaury rejoint Simon de Montfort, qui les attaque, et défait à la bataille de Muret le 12 septembre 1213. Il s’attache ensuite à restaurer le duché de Narbonne au profit de l’archevêché, et entre en conflit avec Simon de Montfort, qui revendique également le duché, possession théorique des comtes de Toulouse. Il lutte contre cette prétention de Simon au concile de Latran, mais n’obtient pas le duché, qui est attribué à Simon. Après la mort de Simon de Montfort à Toulouse, il tente d’aider son fils Amaury, mais ne peut que constater la perte de tous les acquis de la croisade au profit de Raymond VII.
Il meurt à Fontfroide en 1225. Il est inhumé dans l'abbaye de Cîteaux.

## «Tuez-les tous, Dieu reconnaîtra les siens.»
Arnaud Amaury passe pour avoir dit, lors du sac de Béziers, à des soldats qui lui demandaient comment distinguer les bons fidèles des hérétiques : « Tuez-les tous ! Dieu reconnaîtra les siens. » Le seul auteur par lequel on connaisse ce mot est le moine cistercien allemand, Césaire de Heisterbach, qui le prête au légat (sous une forme d'ailleurs un peu différente : « Tuez-les, car le Seigneur connaît les siens », en latin : « Cædite eos. Novit enim Dominus qui sunt eius. ») dans son livre Dialogus miraculorum (Des miracles), écrit entre 1219 et 1223. Césaire reste assez proche de l'évènement dans le temps (une dizaine d'années), mais il est étrange qu'à propos d'un fait survenu à Béziers, un Allemand soit seul à savoir ce que les sources locales semblent toutes ignorer.
Tamizey de Larroque note que ce silence mérite particulièrement d'être pris en considération dans cinq ouvrages qui ont la croisade des albigeois pour sujet principal : l’Histoire de la guerre des albigeois, écrite par le moine Pierre des Vaux de Cernay, qui enregistre scrupuleusement les actes et les paroles du légat et qui était près de lui le jour du sac de Béziers ; une autre Histoire de la guerre des albigeois, anonyme celle-là ; l’Histoire de l'expédition des Français contre les albigeois, de Guillaume de Puylaurens ; la Chronique de Simon de Montfort ; l’Histoire de la Croisade écrite en vers occitans.
Outre que les témoins les mieux placés ne mentionnent pas la phrase en question, leurs récits semblent la contredire. Césaire d'Heisterbach dit qu'après la prise de la ville, les soldats vainqueurs, comme pris d'un scrupule, auraient demandé comment reconnaître les catholiques des hérétiques. Or, il n'y eut pas une prise suivie d'une pause puis d'un massacre, les soldats d'ordre inférieur (les « ribauds », les « truands ») prirent à la fois l'initiative de l'assaut et de l'extermination, sans l'accord des chefs.
Enfin, de l'aveu même de savants ecclésiastiques du XVIIe siècle, bon nombre des miracles que Césaire d'Heisterbach raconte pour vrais indiquent chez lui une grande faiblesse du sens critique.
Le propos est d'ailleurs tiré d'un Exemplum[réf. souhaitée], court récit historique destiné à frapper les imaginations, avec une tendance à l’exagération propre à ce genre littéraire. Néanmoins, que cette phrase ait été ou non effectivement prononcée, l’ordre qu'elle intimait aux croisés a été exécuté. Si la lettre n'est donc pas certaine, et historiquement non démontrée, l'esprit apparaît conforme aux décisions des chefs de la croisade rapportées par Guillaume de Tudèle dans La Chanson de la Croisade albigeoise : « les barons de France et ceux des environs de Paris, les clercs et les laîcs, les princes et les marquis, tous convinrent qu'en toute cité où l'ost se présenterait et qui ne voudrait pas se rendre, tout le monde, serait passé au fil de l'épée et tué ». Jacques Berlioz, qui a consacré un ouvrage entier à cette fameuse phrase et sur sa réalité historique ou non, précise : « quant au mot terrible du légat, s'il reste une énigme historique, puisque bien que vraisemblable, l'on ne peut démontrer son authenticité, il témoigne sans ambages de la brutalité de la répression ». Fernand Nielsouligne également qu'« il n'existe aucune preuve historique que cette phrase n'ait pas été prononcée, elle est au contraire cruellement confirmée par les faits ».
Une expression locale (Aude) est restée dans le dialecte occitan languedocien, qui viendrait de ce personnage : bougre d'amòri, qui signifie « bougre de sauvage ».